# Ixonia
Ixonia és una població dels Estats Units a l'estat de Wisconsin. Segons el cens del 2000 tenia 2.902 habitants.

## Demografia
Segons el cens del 2000, Ixonia tenia 2.902 habitants, 1.047 habitatges, i 864 famílies. La densitat de població era de 31,2 habitants per km².
Dels 1.047 habitatges en un 35,1% hi vivien nens de menys de 18 anys, en un 72,6% hi vivien parelles casades, en un 0% dones solteres, i en un 17,4% no eren unitats familiars. En el 13,9% dels habitatges hi vivien persones soles el 5% de les quals corresponia a persones de 65 anys o més que vivien soles. El nombre mitjà de persones vivint en cada habitatge era de 2,77 i el nombre mitjà de persones que vivien en cada família era de 3,05.
Per edats la població es repartia de la següent manera: un 25,4% tenia menys de 18 anys, un 7,5% entre 18 i 24, un 28,4% entre 25 i 44, un 28,8% de 45 a 60 i un 9,8% 65 anys o més.
L'edat mediana era de 38 anys. Per cada 100 dones de 18 o més anys hi havia 106,3 homes.
La renda mediana per habitatge era de 58.629 $ i la renda mediana per família de 60.184 $. Els homes tenien una renda mediana de 41.190 $ mentre que les dones 28.125 $. La renda per capita de la població era de 23.979 $. Aproximadament l'1,2% de les famílies i l'1,5% de la població estaven per davall del llindar de pobresa.

## Poblacions més properes
El següent diagrama mostra les poblacions més properes.